# 大牟田市警察
大牟田市警察（おおむたしけいさつ）は、かつて存在した福岡県大牟田市の自治体警察。

## 概要
従来の福岡県警察部が解体され、1948年（昭和23年）3月7日に大牟田市警察署が設置された。
1954年（昭和29年）に新警察法が公布された。これにより国家地方警察と自治体警察が廃止され、新たに都道府県警察として福岡県警察本部が発足。大牟田市警察も福岡県警察に統合され、姿を消した。

## 主な事件・災害
- 西日本水害 - 6月28日に署長以下25人、舟艇1隻、伝馬船2隻が久留米市警察の応援に向かい、6月30日まで久留米市内の警備・救難に従事した[1]。